# 塩川莉世
塩川 莉世（しおかわ りせ、2000年〈平成12年〉7月31日 - ）は、日本のモデル、タレント、歌手。山梨県出身。アソビシステム所属。
アイドルグループ「SWEET STEADY」のメンバー。アイドルグループ「転校少女*」の全活動期（2014年 - 2022年）の元メンバー。また、SHUGAR（シュガー）名義で歌手活動も行っていた。

## 略歴
2010年、父親が本人に内緒で芸能事務所に応募して合格。2012年、アイドルグループ「F.A.R.M.」（後の「それゆけ！FARM」）のメンバーとして活動開始。2014年、アイドルグループ「転校少女歌撃団」（後に「転校少女*」と改称）のメンバーとして活動開始。
2018年8月、「ナツ☆イチッ！オーディション2018」優勝（3代目ナツ☆イチッ！クイーン）。2019年4月15日から2019年8月25日まで、@JAMの期間限定ユニット「R2K」としても活動。2022年1月16日、転校少女*解散。結成から解散まで在籍し続けたのは塩川と松井さやかの2名のみであった。
同年5月4日、ソロユニット「SHUGAR」として新宿BLAZEで再始動。6月には再スタートを意味する白い下着姿でグラビア活動も再開。
同年10月31日、所属していたLush Entertainment退社に伴い、SHUGARの活動も終了した。以後の歌手活動は塩川名義で行う。
2023年11月21日、アソビシステムのプロジェクト「KAWAII LAB.」に参加し、同事務所に所属することが発表された。
2024年1月23日、アソビシステムの「KAWAII LAB.」の新グループ「SWEET STEADY」のメンバーとして活動することを発表。

## 活動

### イメージモデル
- ナルミヤ・インターナショナル『pom ponette junior』（2014年） - イメージモデル
- スクールグッズ『KURI-ORI』（2015年） - イメージモデル

### 舞台
- Unique on music parade（2012年）[8]
- おぶちゃ５周年記念公演「葬送曲」（2022年9月28日 - 10月2日、キンケロ・シアター）[9]

### テレビ
- ピラメキーノ（2012年、テレビ東京） - 「子役恋物語」シーズン30
- Rの法則（2014年10月 - 2018年4月、NHK Eテレ）
- 痛快TV スカッとジャパン（2021年11月22日、フジテレビ）

### CM
- YouTube NTT公式チャンネル「NTTグループ共通クラウド基盤モデル」（2019年）[10]

### 映画
- 東京スカイツリー開業1周年特別記念ショートフィルム「Tokyo sky story」（2013年）[11]

### 雑誌
- 週刊ファミ通 2018年3月8日号（KADOKAWA Game Linkage） - グラビア
- 週刊プレイボーイ 2018年9月17日号・2019年7月29日号・2020年7月13日号・2020年9月28日号（集英社） - グラビア
- 週刊少年チャンピオン 2018年46号（秋田書店） - インタビュー
- 月刊少年チャンピオン 2019年6月号（秋田書店） - インタビュー
- フォトテクニックデジタル 2019年12月号（連動 youtube くつ下着ガールvol.41,vol.42）（玄光社） - グラビア
- ヤングアニマル 2019年No.23（白泉社） - グラビア
- FLASH 2019年12月24日号（光文社） - グラビア
- BUBKA 2020年5月号（白夜書房） - グラビア
- DOLCE Vol.1（2020年10月28日発売）（白夜書房） - グラビア
- IDOL FILE Vol.19 LOLITA & GOTHIC（2020年11月13日発売）（シンコーミュージック） - グラビア
- 週刊SPA! 2021年6月22日号（扶桑社） - グラビア
- 週刊FLASH (フラッシュ) 2022年6月21日号 - グラビア

### イベント
- 渋谷LOFT9アイドル倶楽部vol.6（2019年7月24日、LOFT9 Shibuya）
- LIG presents「渋谷LOFT9高校アイドル部vol.3」（2020年12月21日、LOFT9 Shibuya）
- TIFトークステージ「LIG presents 湾岸高校アイドル部」（2022年8月5日、INFO CENTRE）

## SHUGAR
2019年7月31日に東京・THE GAMEにて一夜限りのガールズバンドとしてSHUGARを結成。以後不定期に活動していた。2022年4月16日、自身のソロライブ「SHUGAR~Acoustic Live~」にてソロユニットとして正式活動をスタートすることを発表した。
SHUGARの名の由来は、自身の苗字(塩川)にある「塩(salt)」と対極的である「砂糖(sugar)」とすることで、普段と違う一面を魅せようという意が込められている。
砂糖の意である「sugar」ではなく「SHUGAR」の表記である理由は、ユニット名を決める為、LINEでやり取りしていた所、塩川が誤って「SHUGAR」とスタッフに送信した為、「塩川のSHだ」ということでそのまま決定となった。

### 楽曲
| 曲名                       | 作詞/作曲           | 初披露        |                  |
| -------------------------- | ------------------- | ------------- | ---------------- |
| iRis                       | 塩川莉世/西村奈央   | 2021年1月16日 |                  |
| ミッドナイト・ギターガール | 小西透太            | 2022年5月4日  |                  |
| my love, my road           | 小西透太            | 2022年5月4日  |                  |
| YAMANASHI△                 |                     | 2022年6月3日  |                  |
| いくつものドア             |                     | 2022年6月18日 | ※転校少女*の楽曲 |
| 夏風                       | 塩川莉世/ひぐちけい | 2022年7月31日 |                  |

### 参加バンドメンバー
ギター
- ひぐちけい
- YASHIRO
- オバタコウジ

キーボード
- 西村奈央
- 森谷優里

ドラムス
- MIZUKI
- 山本まき
- アメテツ

ベース
- 伊藤千明
- 北村穂
- わかざえもん

サクソフォーン
- 中村有里
- 真野崚磨

ピアノ
- ちはる

### レコーディング制作陣
- プロデューサー・編曲：村山☆潤
- ドラムス：髭白健
- ベース：二家本亮介
- ギター：佐々木"コジロー"貴之
- トランペット：吉澤達彦
- トロンボーン：半田信英
- サクソフォーン：Juny-a
- 作詞家・作曲家：小西透太

### ライブ/イベント一覧
2019年
- 7月31日 SHUGAR One Night One Man Live!（THE GAME）
- 11月25日 HUGAR ONE MAN LIVE vol.2（SPACE ODD）

2020年
- 7月31日 SHUGAR ONE MAN LIVE Vol.3~Rise Shiokawa 20th Birthday Bash~（SPACE ODD）

2021年
- 1月16日 SHUGAR ONE MAN LIVE 塩川莉世 ㊗️成人式公演（SHIBUYA DIVE）
- 7月31日 HUGAR ONE MAN LIVE（SPACE ODD）

2022年
- 4月16日 主催公演「SHUGAR~Acoustic Live~」（渋谷7thFLOOR）
- 4月23日「塩川莉世発案！バスツアー ファンミーティング」
- 5月4日 主催公演「『SHUGAR』お披露目LIVE」（新宿BLAZE）
- 6月3日 定期公演vol.1「SHUGAR LIVE ~SWEET&BITTER STEP~」（SHIBUYA DESEO）
- 6月18日「T♡Y B♡X Vol.1」（shibuya eggman）
- 7月3日「超NATSUZOME2022」（幕張海浜公園Gブロック芝生広場）
- 7月16日 主催公演「SHUGAR LIVE ～初めてのソロ公演上手にできるかな～」（新宿FATE）
- 7月17日「SPARK 2022 in YAMANAKAKO｣（山中湖交流プラザきらら(KIKU)）
- 7月31日「SHUGAR BIRTHDAY LIVE 2022」（Spotify O-WEST）
- 8月5日「TIFトークステージ「LIG presents 湾岸高校アイドル部」（INFO CENTRE）
- 8月14日 #笑祭り～ぇみちぃスーパーウルトラハイパーフェス～ （東京キネマ倶楽部）
- 8月28日 ＠JAM EXPO 2022（横浜アリーナ（パイナップルステージ））
- 9月3日 定期公演vol.2「SHUGAR LIVE ~SWEET&BITTER STEP~」（SHIBUYA DESEO）
- 9月20日 ライブハウスシンドローム vol.14（赤羽ReNY alpha）
- 10月10日 NEW DIVA FESTIVAL ~Autumn Party~ 2部（新宿ReNY）
- 10月19日 Spotify O-nest presents Awn moon（Spotify O-nest）
- 10月23日 FLOWER'S 10th anniversaryコンサート（いちのみや 桃の里ふれあい文化館）
- 10月27日 Brotherhood vol.11（SPACE ODD）